# Adolph Wagner
Adolph Wagner (25 de março de 1835 — 8 de novembro de 1917) foi um economista e político alemão, influente socialista de cátedra, estudioso das finanças públicas e defensor do agrarianismo.
Leva o seu nome a Lei de Wagner, que sugere que o estado de bem-estar social evolui do capitalismo de livre mercado. Wagner foi o principal protagonista da escola de economia e política social chamada "Socialismo Estatal", uma variante do socialismo de cátedra.

## Biografia
Nascido em Erlangen como filho de um professor universitário, o fisiologista Rudolf Wagner, Adolph estudou economia na Universidade de Göttingen, recebendo o doutorado em 1857. A carreira acadêmica de Wagner o levou primeiro para a Escola Superior de Mercadores, Viena (1858-1863), - por não conseguir uma cadeira na Universidade de Viena devido a divergências sobre política fiscal - foi depois para  Hamburgo Higher Merchants 'School (1863–1865), ambas instituições comparáveis às escolas de negócios de hoje. Em 1865, ele assumiu a cadeira de Etnografia, Geografia e Estatística (na verdade, uma cátedra de economia) na Universidade de Dorpat na Livônia, que está localizada na atual Estônia, mas então fazia parte do Império Russo.
Em Dorpat (Tartu), Wagner "tornou-se um seguidor da política de Bismarck para unificar a Alemanha sob a orientação prussiana.  Assim, quando a unificação alemã se tornou realista, Wagner quis voltar para a Alemanha propriamente dita.
A partir do outono de 1868/69, Wagner, portanto, assumiu a cadeira de disciplinas cameralísticas (grosso modo, gestão estatal) na Universidade Badensiana de Freiburg im Breisgau e, logo depois, em 1870, a cadeira de Staatswissenschaften na Universidade de Berlim, naquela época, não apenas a principal universidade da Alemanha, mas provavelmente do mundo. Foi em Berlim que Wagner começou sua gestão como um dos economistas mais intelectualmente e politicamente influentes de seu tempo.
Um ex-aluno seu, Werner Sombart , foi seu sucessor na cadeira de economia da Universidade de Berlim.
Wagner foi um dos primeiros membros do conservador Partido Social Cristão , fundado em 1878 por Adolf Stoecker como o Christlichsoziale Arbeiterpartei (Partido Cristão dos Trabalhadores Sociais).
Wagner morreu em Berlim em 1917.

## Trabalho
Wagner é o principal protagonista de uma escola específica de economia e política social, denominada "Socialismo de Estado" ("Staatssozialismus"), que é uma forma específica de Kathedersozialismus. (Albert Schäffle (1831–1903), Lujo Brentano (1844–1931), Gustav von Schmoller (1838–1917) e Karl Rodbertus (-Jagetzow) (1805–1875) também foram protagonistas importantes desse pensamento.) Ele era membro da Escola Histórica de Economia, como seu ensaio de revisão geral sobre os Princípios de Economia de Marshall demonstra tão claramente. No entanto, ele se diferenciou fundamentalmente do que chamou de membros "mais jovens" e mais "radicais" da escola histórica alemã, como Gustav von Schmoller que, de acordo com Wagner, tendia a descartar precipitadamente o que este último denomina de trabalho mais dedutivo de escritores ingleses (em resumo, aqueles na tradição da economia clássica, incluindo o famoso professor Alfred Marshall, da Universidade de Cambridge, cujo livro ele estava revisando).

## Influência
Junto com Gustav von Schmoller, Wagner pertence aos economistas mais importantes do período Bismarck. Ele era membro da Verein für Socialpolitik (Sociedade para a Política Social).
Wagner formulou a Lei do Aumento dos Gastos do Estado, também conhecida como "Lei de Wagner".
Suas obras prepararam o terreno para o desenvolvimento dos sistemas monetário e de crédito na Alemanha e influenciaram substancialmente a política do banco central e a prática financeira antes da Primeira Guerra Mundial.

## Personalidade
Wagner tinha uma personalidade muito combativa e severa. Ele não aceitava os insultos levianamente e nunca formulava as coisas diplomaticamente. Teve dificuldades com Schmoller e era inimigo de Lujo Brentano - e estes dois eram sobre os seus colegas mais próximos.
Por todos os relatos contemporâneos, provavelmente é justo dizer que Wagner era vaidoso, facilmente magoado e extremamente colérico.
Na década de 1890, Wagner enfureceu tanto um membro industrial conservador do Reichstag, da mesma forma com uma defesa da influência Kathedersozialista dentro da Universidade, que o deputado o desafiou para um duelo.
Um caso ainda mais famoso foi a altercação de Wagner com Eugen Dühring (contra quem o Anti-Dühring de Friedrich Engels é dirigido), e que no final resultou na remoção de Dühring e na demissão da Universidade de Berlim.

## Publicações principais

### Por Wagner
- Wagner, Adolph (1864). Die Gesetzmässigkeit in den scheinbar willkührlichen menschlichen Handlungen vom Standpunkte der Statistik. Hamburg: Boyes & Geisler.
- Wagner, Adolph (1866). Beiträge zur Finanzstatistik des Schulwesens in den Städten des Ostseegouvernements Livland, Kurland und Esthland. Dorpat: Als Manuscript gedruckt. / Druck von C. Matthiesen.
- Wagner, Adolph (1866). "Die auswärtige Politik Rußlands und ihre Bedeutung für Preußen." Preußische Jahrbücher, vol. 18, no. 6 (December), pp. 657–692.
- Wagner, Adolph (1867). "Statistik." In Deutsches Staats-Wörterbuch, vol. 10. Leipzig: Expedition des Staats-Wörterbuchs, pp. 400–481.
- Wagner, Adolph (1868). Die russische Papierwährung. Riga: Kymmel.
- Wagner, Adolph (1870). Die Abschaffung des privaten Grundeigenthums. Leipzig: Duncker & Humblot.
- Wagner, Adolph (1892). Grundlegung der politischen Ökonomie. Part 1, vol. 1. 3rd edn. Leipzig: Winter.
- Wagner, Adolph (1895). Die akademische Nationalökonomie und der Socialismus. Berlin: Julius Becker.
- Wagner, Adolph (1900). Allgemeine und theoretische Volkswirtschaftslehre oder Sozialökonomik. (Theoretische National-Oekonomie.). Berlin: Als Manuskript gedruckt.
- Wagner, Adolph (1902). Agrar- und Industriestaat. Die Kehrseite des Industriestaats und die Rechtfertigung agrarischen Zollschutzes mit besonderer Rücksicht auf die Bevölkerungsfrage. 2nd edn. Jena: Fischer.
- Wagner, Adolph (1904). Die finanzielle Mitbeteiligung der Gemeinden an kulturellen Staatseinrichtungen und die Entwickelung der Gemeindeeinnahmen.Jena: Fischer.
- Wagner, Adolph (1916). Staatsbürgerliche Bildung. Berlin: Verlag "Bodenreform".
- Wagner, Adolph (1948). Finanzwissenschaft und Staatssozialismus. August Skalweit, ed. Frankfurt/Main: Klostermann.

Em inglês
- Wagner, Adolph (1939). "Speech on the Social Question" (abridged), in Donald O. Wagner, ed. Social Reformers. Adam Smith to John Dewey. New York: Macmillan, pp. 489–506.

Cartas
- Wagner, Adolph (1978). Briefe - Dokumente - Augenzeugenberichte, 1851–1917 . Heinrich Rubner, ed. Berlim: Duncker & Humblot.

### Sobre Wagner em inglês
- Backhaus, Jürgen G. (1997), ed. Essays in Social Security and Taxation. Gustav von Schmoller and Adolph Wagner Reconsidered. Marburg: Metropolis. (Contains much of the best recent research on Wagner in English)
- Wright, H.R.C. (1993). "Adolph Wagner and the Plural Society." The South African Journal of Economics, vol. 61, no. 1, pp. 59–66.
- Evalyn A. Clark (1940). "Adolf Wagner: From National Economist to National Socialist". Political Science Quarterly. The Academy of Political Science. 55 (3): 378–411. doi:10.2307/2144096. JSTOR 2144096